# نادي صبا قم
نادي صبا باتري (بالفارسية: باشگاه فوتبال صبای قم) هو فريق كرة قدم محترف إيراني تأسس في عام 2002م من قبل شركة نيرو لصناعة البطاريات تابعة لوزارة الدفاع واسناد القوات المسلحة الإيرانية ومقره مدينة قم الإيرانية.

## وصلات خارجية

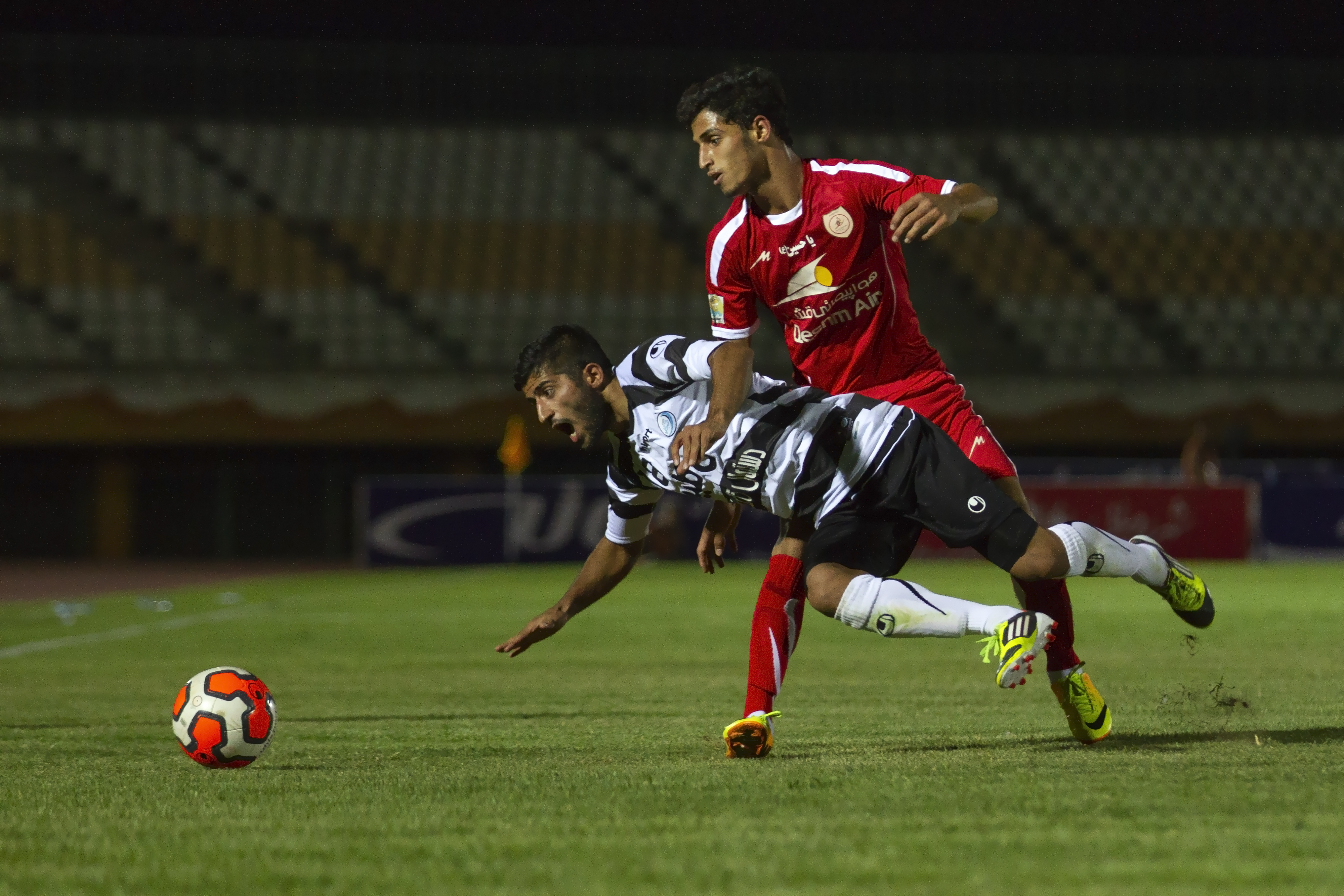
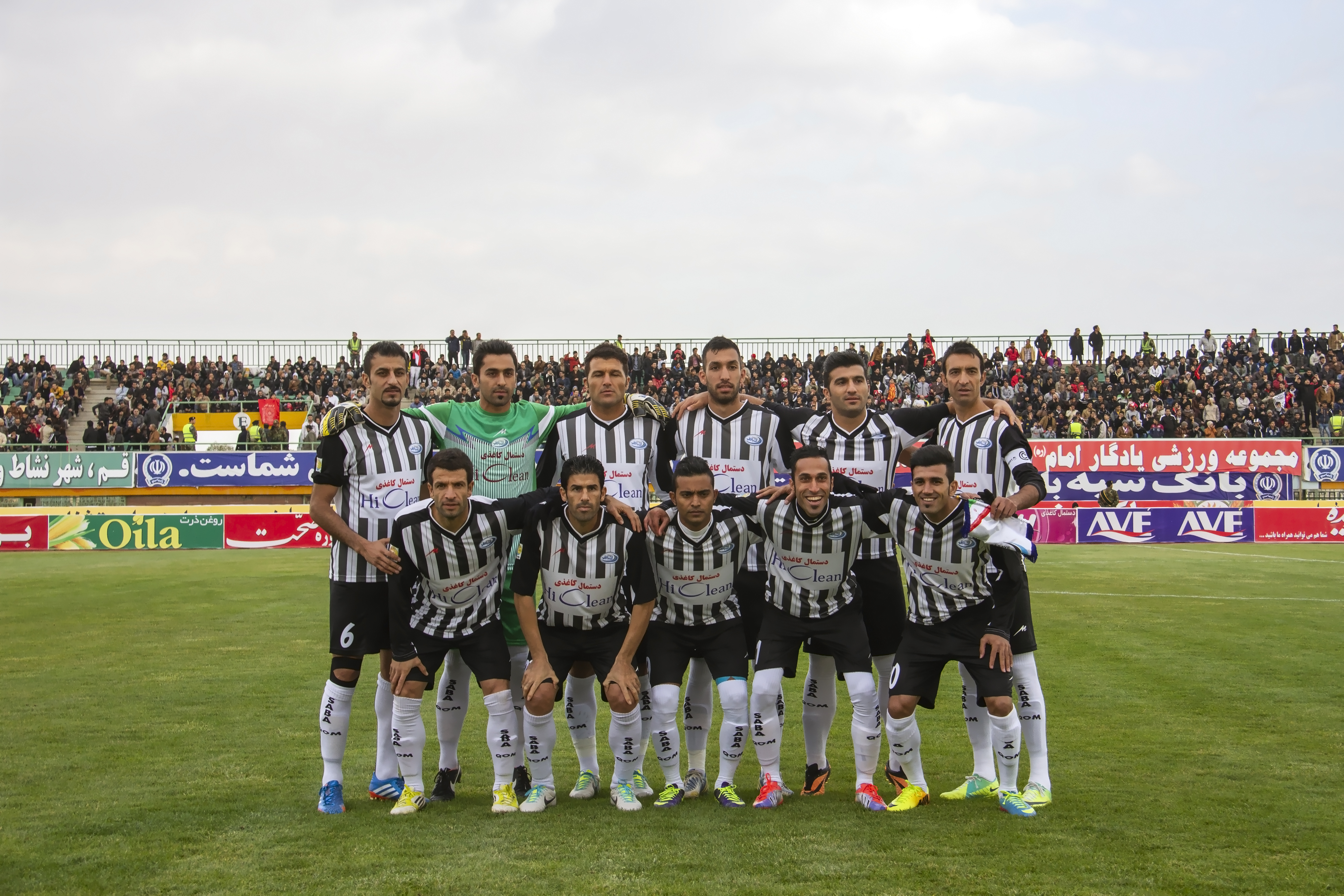
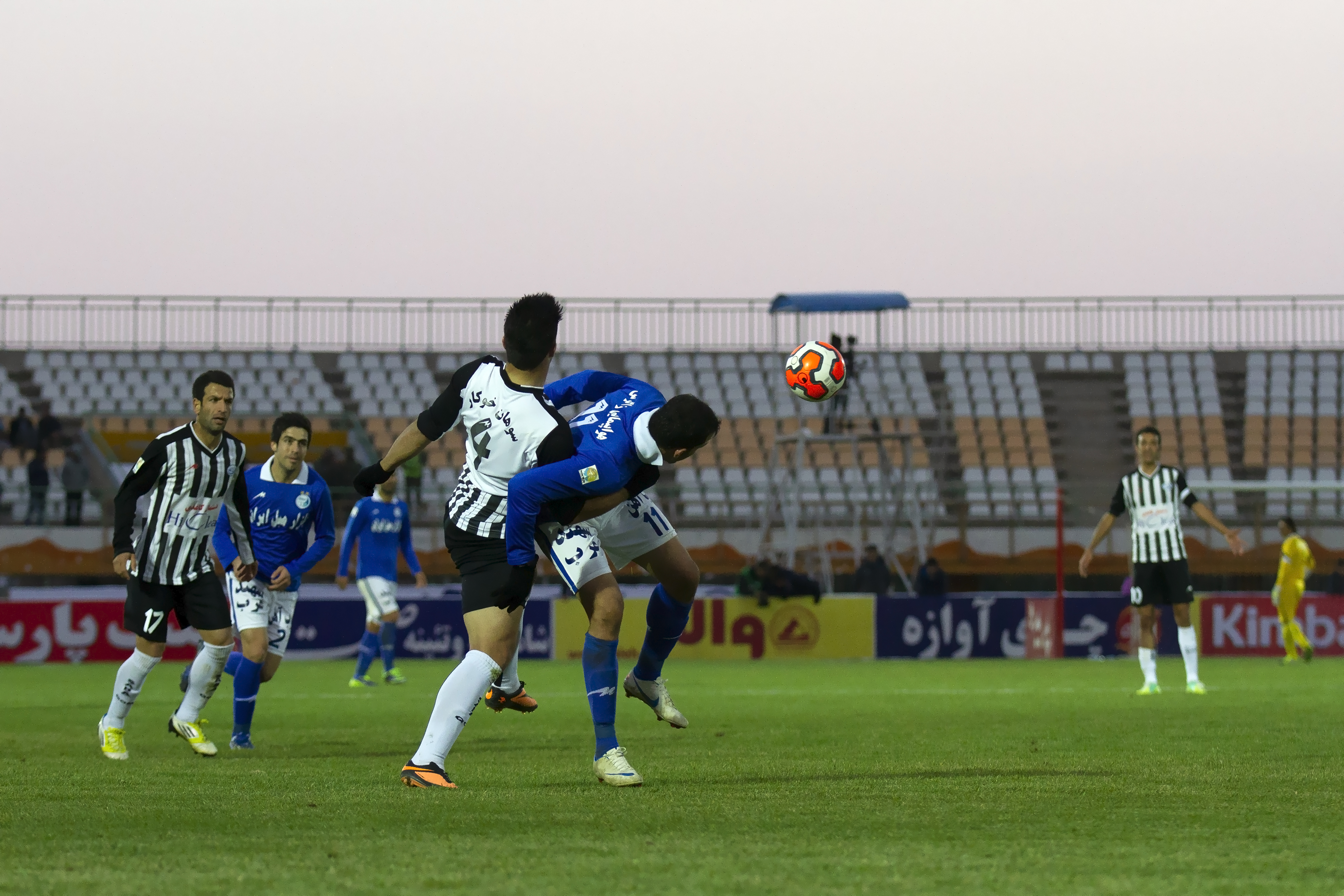
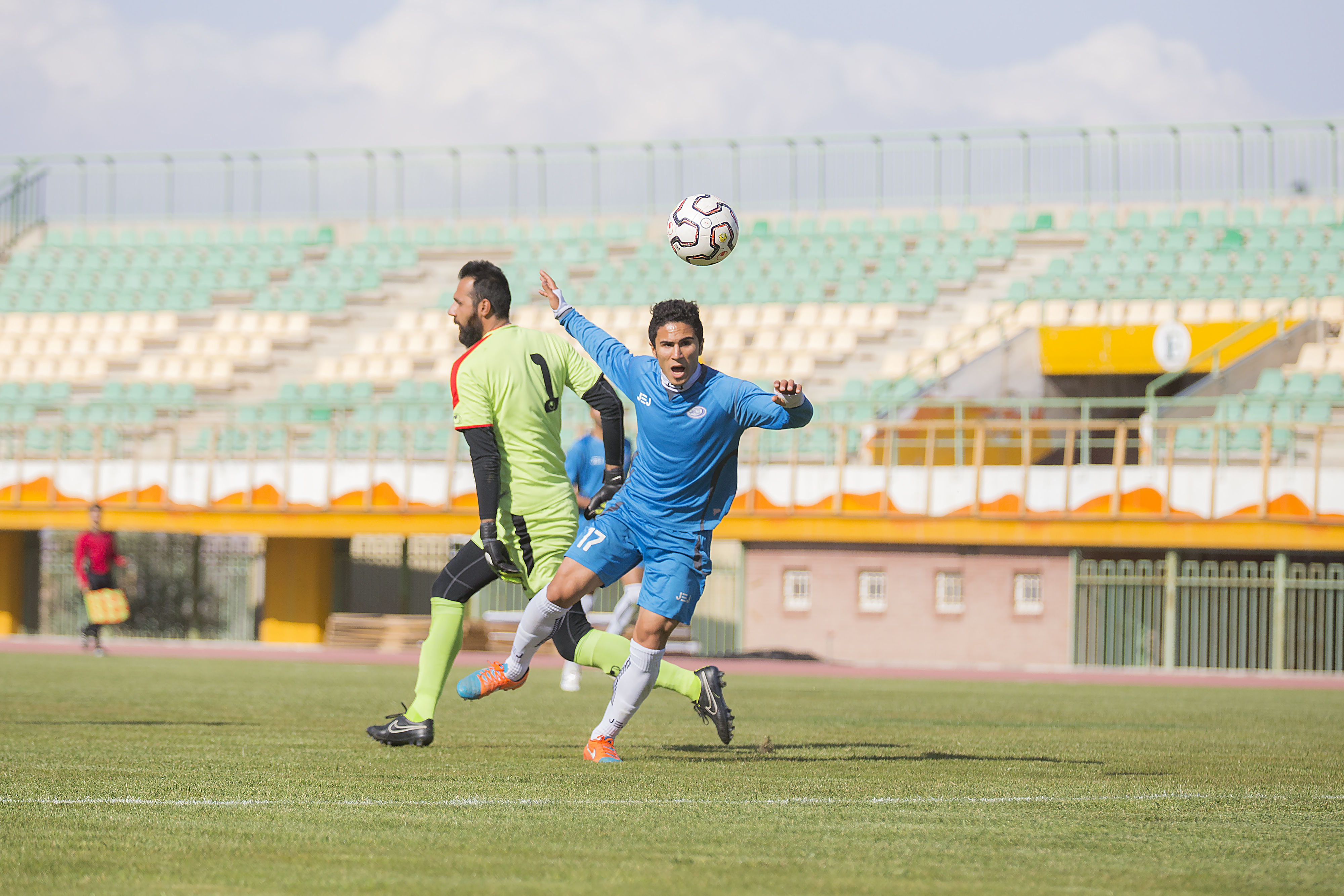
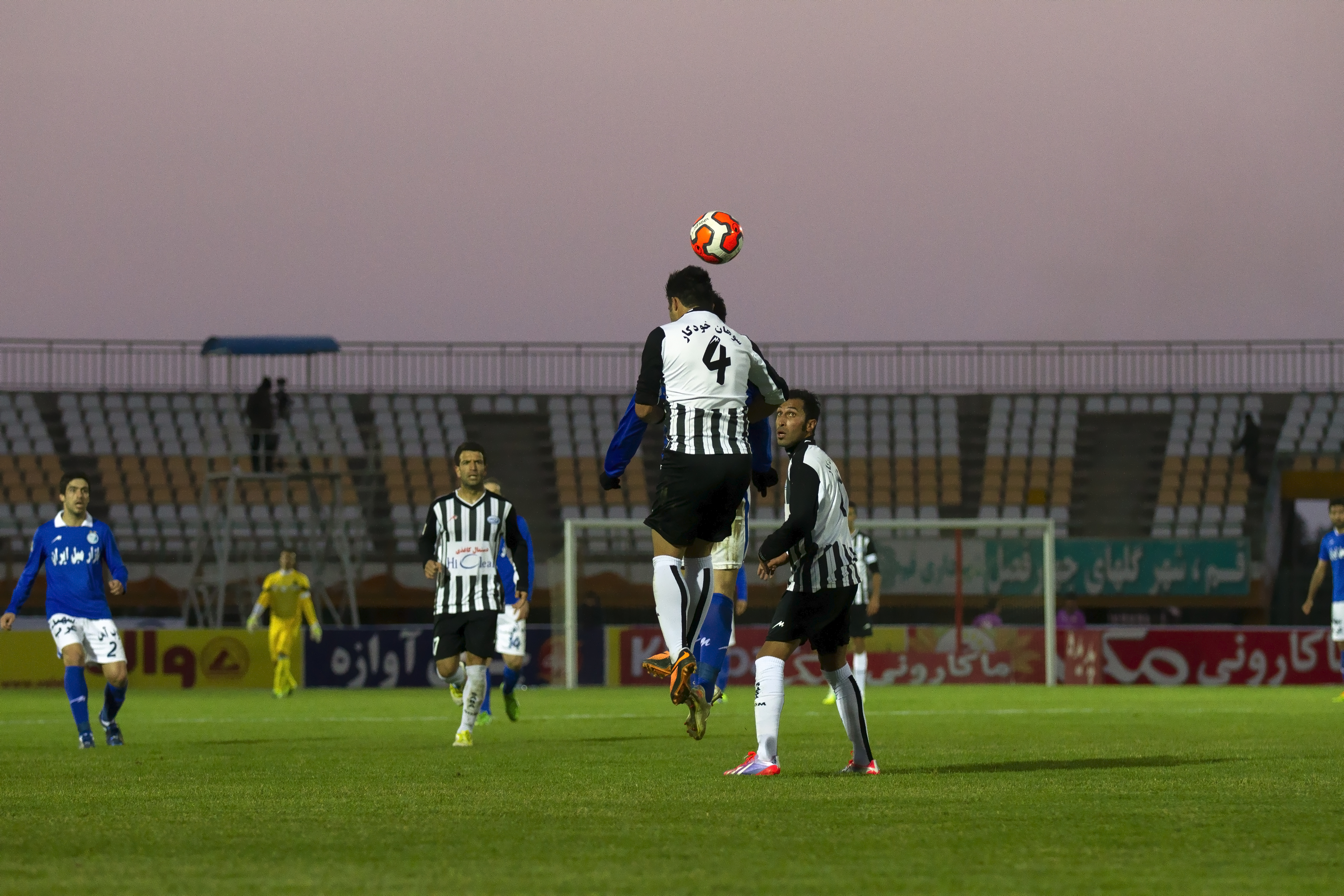
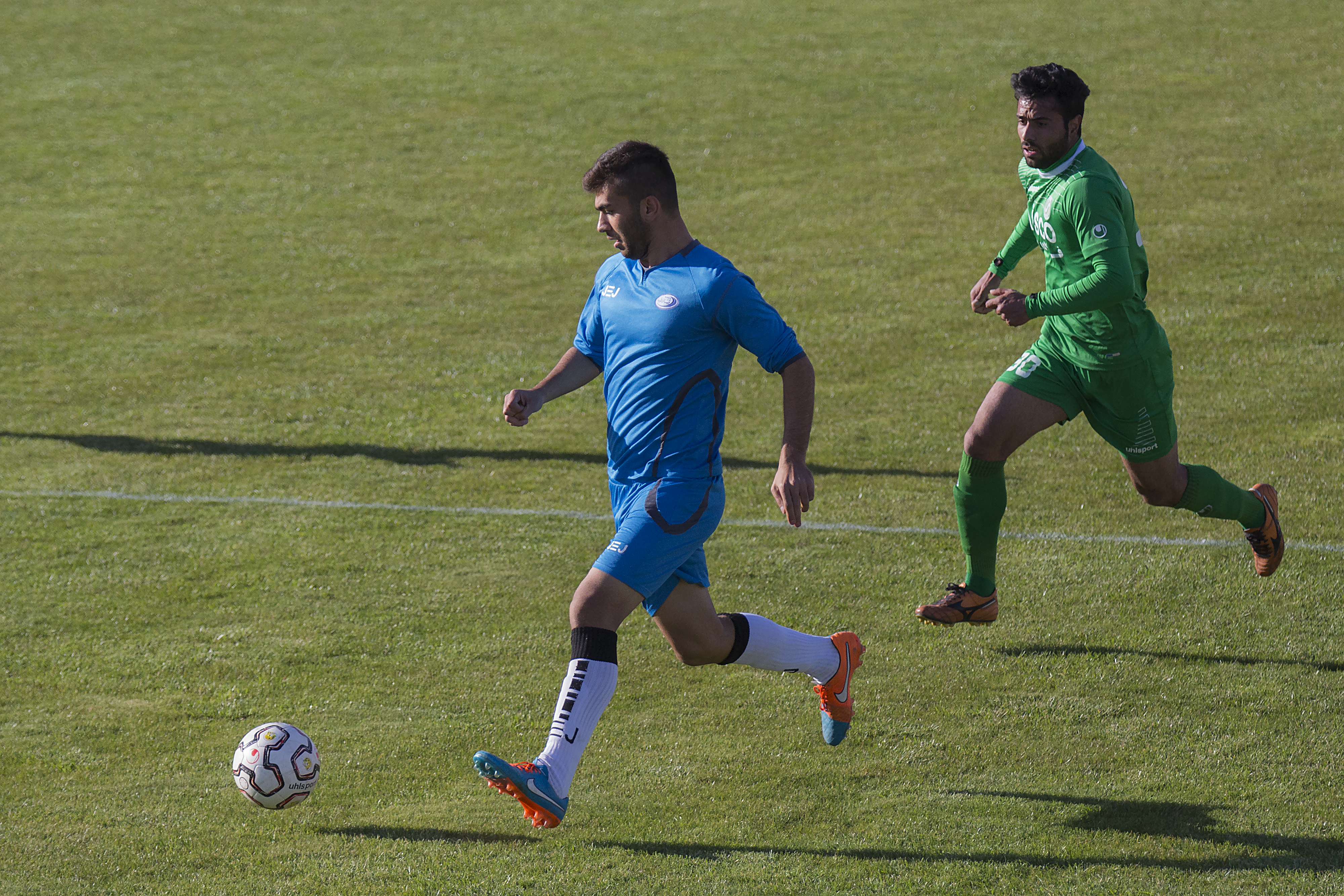